# Амьенский собор
Собор Амьенской Богоматери (фр. Cathédrale Notre-Dame d'Amiens) — кафедральный собор католической епископии с центром в пикардийском городе Амьен (Амьенской епархии). По своему объёму (200 000 м³) он превосходит все готические соборы Франции.
С 1981 года собор входит в список объектов Всемирного наследия ЮНЕСКО.

## История

Амьенский собор во время ПМВ, 1916

Собор, дошедший до наших дней, был не первым каменным сооружением, стоявшим на его месте. Предшествовавший ему храм, третий по счёту, сгорел в 1218 году. Возведение собора началось в 1220 году. Работами руководил автор проекта Робер де Люзарш, его преемниками стали Тома де Кормон и его сын Рено, о чём имеется запись в лабиринте на полу собора.
Около 1236 года был закончен неф, а в 1243 году — башни фасада. С 1298 года боковые нефы хора расширяются пристройкой капелл, среди которых капелла кардинала де Лагранжа является ранним образчиком пламенеющего стиля. Только в 1528 году был установлен шпиль, возвышающийся над собором.
После разграбления Константинополя крестоносцами в соборе появилась реликвия — лицевая часть главы святого Иоанна Предтечи.
Средневековые витражи собора утрачены.
В марте 1918 собор был сильно повреждён в ходе немецкого артобстрела, после чего отреставрирован, в годы Второй мировой войны не пострадал.

## Архитектура
- Длина: снаружи 145 м, изнутри 133,5 м, трансепта 70 м
- Ширина: нефа 14,6 м, боковых нефов 8,65 м
- Высота: свода 42,3 м, шпиля 112,7 м
- Площадь: 7700 м²
- Внутренний объём: 200 000 м³

Амьенский, Шартрский и Реймсский соборы считаются эталонами зрелой готики. В эпоху поздней французской  готики существовала поговорка: «Кто хочет  построить совершеннейший собор, тот должен взять от Шартра башни, от Парижа  фасад, от Амьена продольный корабль, от Реймса скульптуру». Архитектура собора включает в себя также элементы пламенеющего стиля (большая роза, северная башня, амвон и кресла со спинкой). Высота свода — 42,3 м — близка к максимальной высоте для архитектурных сооружений такого типа.
В соборе получили развитие принципы построения плана и решения внутреннего пространства, заложенные в Шартрском и Реймсском соборах. В Амьенском соборе трансепт ещё больше сдвинут к западу (средокрестие совпадает с серединой продольной оси храма, равной длине трансепта).
Западный фасад собора, вариант развитого готического фасада, имеет не вполне безупречные пропорции. Четыре контрфорса разделяют его на три  поля, которые в нижнем ярусе занимают три глубоких скульптурных портала с двойными дверьми. Второй ярус расчленён на две части: полосу  арок с окнами и «галерею королей». Верхняя часть фасада занята розой и несколько сдавлена по сторонам двумя башнями, завершенными в середине XV века.
В простенке центральной двери помещена статуя Христа, характерно называемого «прекрасным богом Амьена», — яркий образец средневекового ваяния. В тимпане — изображение страшного суда.

### Интерьер
Значительные высота (18 м) и ширина (8,6 м) боковых нефов способствуют устранению впечатления «коридорности». Пространство собора воспринимается как единое и моделированное по схеме: от трёхнефной базиликальной входной части — к трёхнефному трансепту, плавно  перерастающему в пятинефный хор. В хоре боковые нефы, имеющие одинаковую высоту, формируют зальную структуру, окружающую высокий (42,5 м) центральный неф. Сочетание основного базиликального разреза с локальными зальными частями создаёт сложную, богатую планами взаимосвязь пространств, воспринимаемую при движении как увлекательный архитектурный спектакль.
Залитый светом интерьер Амьенского собора поражает не только размерами, но и тонкостью и красотой прорисовки отдельных архитектурных фрагментов и деталей. Впервые в готике здесь использован звездчатый нервюрный свод в средокрестии, который акцентирует геометрический центр собора. Необычайно ясны и красивы пропорции основных вертикальных членений: на две равные части – декоративный карниз под трифорием, который проходит на половине высоты собора, на три равные части – столбы до пят арок, зона между этими пятами и окнами, опоры между окнами. На три равные части делится также верхняя зона центрального нефа (сквозные трифории с узкой галереей, нижняя часть окон до капителей колонок, верхняя часть окон с розами). Интерьеры Амьенского собора, как и его фасады, богаты скульптурным декором – алтарная преграда, статуи у столбов на консолях, деревянная скульптура XVI в. в хоре.